# Francis Cadell
Pour les articles homonymes, voir Cadell.
Ne doit pas être confondu avec Francis Cadell (peintre).
 (octobre 2015).
Si vous disposez d'ouvrages ou d'articles de référence ou si vous connaissez des sites web de qualité traitant du thème abordé ici, merci de compléter l'article en donnant les références utiles à sa vérifiabilité et en les liant à la section « Notes et références ».
Le capitaine Francis Cadell (né le 9 février 1822 à Cockenzie (Écosse) - assassiné en mars 1879 sur son bateau au large des Indes orientales néerlandaises) est l'un des principaux explorateurs de l'Australie.

## Biographie
Il est élevé à Édimbourg puis en Allemagne avant de s'engager dans la marine. Il combat en Chine pendant la guerre de 1840 puis il émigre en Amérique du Sud où il apprend la navigation fluviale sur l'Amazone avant d'aller en Australie en 1849 en espérant y trouver de l'or. 
En 1850, le gouvernement australien offre une prime de 4000 £ aux propriétaires des deux premiers bateaux à vapeur qui remonteraient le Murray jusqu'à son confluent avec la Darling. Cadell passe commande d'un bateau à Sydney et en attendant sa construction explore le fleuve dans un canot dans lequel, avec quatre hommes il parcourt près de 2 000 km.
En juin 1853, avec son bateau à vapeur, le Lady Augusta, il franchit les brisants de l'embouchure du Murray et le 28 août il part de Goolwa en compagnie du gouverneur de l'État, Sir Henry Young et de son épouse. Ils reviennent à leur point de départ le 14 octobre après avoir remonté le fleuve sur 2 200 km.
Quelques mois plus tard, il vérifie que le Murray est navigable jusqu'à Albury et la  Murrumbidgee jusqu'à Gundagai. Cadell transporte une grande quantité de laine et il espère un commerce florissant avec la mise en valeur de la Riverina. Il s'associe avec d'autres personnes pour créer la River Murray Navigating Company.
Mais la création de droits de douane entre États et le refus des trois colonies de s'associer pour mettre en valeur la rivière provoque la faillite de la compagnie qui avait pourtant bien démarré son existence.
Ayant tout perdu, il part dans l'État de Victoria pour trouver du travail dans l'est du Gippsland. Alors qu'il est là, il a connaissance que deux explorateurs Burke et Wills se proposent de traverser l'Australie depuis Melbourne jusqu'au golfe de Carpentarie. Cadell s'offre de transporter le matériel par bateau gratuitement mais refuse de laisser à Burke la direction de l'expédition. Celui-ci refuse l'offre et fait transporter le matériel par terre ce qui retarde beaucoup l'expédition.
Puis il émigre en Nouvelle-Zélande où il est employé par le gouvernement du pays.
En février 1867, le gouvernement d'Australie-Méridionale l'envoie dans le Territoire du Nord pour y trouver une région à mettre en valeur. Mais le climat et la distance avec les autres centres de population ne lui permettent pas de trouver une solution satisfaisante.
Cadell entreprend alors de faire du commerce dans les Indes orientales et alors qu'il fait route vers les îles Kei près de la Nouvelle-Guinée, il est assassiné par un de ses marins en mars 1879.